# Soraya Hakuziyaremye
Soraya Hakuziyaremye est une femme d'affaires rwandaise, professionnelle de la gestion financière et politicienne qui occupe le poste de ministre du Commerce et de l'Industrie au sein du cabinet Rwandais depuis le 18 octobre 2018,.

## Éducation
Hakuziyaremye obtient son diplôme d'études secondaires de l'École Belge de Kigali.
Elle est part ensuite à Bruxelles, en Belgique, étudier à la  Vlerick Business School. Plus tard, elle obtient un master of science en Finance et Marketing de la Solvay Business School de l'Université Libre de Bruxelles. Elle est également titulaire d'un Certificate of Advanced Studies in International Management décerné par la Thunderbird School of Global Management, Université d'État de l'Arizona, à Phoenix, Arizona, États-Unis

## Carrière
Pendant quatre ans, à partir de décembre 2002, Hakuziyaremye travaille à la Bank of New York. Elle déménage ensuite à Bruxelles et rejoint BNP Paribas Fortis où elle passr les six années suivantes.
En juin 2012 elle retourne au Rwanda et elle devient pour deux ans et demi conseillère principale du ministre des Affaires étrangères et de Coopération, basée à Kigali. Après un bref passage dans le conseil privé à Bruxelles, elle est embauchée par le conglomérat financier néerlandais group ING où elle atteint le rang de Vice-Présidente Financial Institutions et Financial Markets Risk Management à Londres, Royaume-Uni.
Lors d'une remaniement ministériel rwandais le 18 octobre 2018 elle est nommée ministre du Commerce et de l'Industrie,.